# Martin Wolfer
Martin Wolfer (* 25. August 1947 in Wien; † 11. Mai 1999 ebenda) war Bundeschefarzt des St. Lazarus-Hilfswerks Österreich und Bundeschefarzt der Österreichischen Albert-Schweitzer-Gesellschaft. Er war Großkommandeur und Hospitalier des St.-Lazarus-Ritterordens Österreich.

## Leben
Martin Wolfer wird als Sohn von Oberkirchenrat Prof. Mag. Jakob Wolfer in Wien geboren. Nach dem Besuch der privaten Lutherschule in Wien-Währing maturiert er 1965 am Humanistischen Gymnasium Wien XVIII.
1968 gründet er die Musikgruppe „Golem“, mit der er die ORF Show-Chance 1971 (den größten österreichischen Musikwettbewerb) gewinnt, in Funk- und Fernsehsendungen auftritt und Schallplatten produziert. Er promoviert 1973 an der Universität Wien zum „Dr. med. univ.“
1974 wird er zum Bundeschefarzt des Lazarus-Hilfswerkes Österreich ernannt. 1979 gründet er die Abteilung Waldviertel des Lazarus-Hilfswerks auf Schloss Peigarten. Die Spezialgebiete liegen in der Hilfe für Kinder und Notleidende der Region. 1983 wird er Großkommandeur des St.-Lazarus-Ritterordens und 1984 zum Hospitalier des St.-Lazarus-Ritterordens. 1986 wird er Bundeschefarzt der Österreichischen Albert-Schweitzer-Gesellschaft.

## Ämter
- 1974 bis 1999 Bundes-Chefarzt des Lazarus-Hilfswerkes
- 1984 bis 1999 Hospitalier des Lazarus-Ordens
- 1986 bis 1999 Bundes-Chefarzt der Österreichischen Albert-Schweitzer-Gesellschaft
- 1996 bis 1999 Vice-Grossprior der Ökumenischen Bruderschaft v. Hl. Grab zu Jerusalem
- 1997 bis 1999 Medical Superintendent / St. Andrew Volunteer Corps
- 1976 Wahl zum Gemeindevertreter Ev. A.B. Wien-Währing

## Auszeichnungen und Ehrungen
Neben vielen Ehrungen und Auszeichnungen sind besonders zu erwähnen:
- 1994 Silbernes Ehrenzeichen für Verdienste um das Bundesland Niederösterreich, verliehen von Landeshauptmann Erwin Pröll.
- 1996 Goldenes Verdienstzeichen der Republik Österreich, das ihm der österreichische Bundespräsident Thomas Klestil in Anerkennung seiner vielfältigen humanitären und kulturellen Verdienste verleiht.